# Georges Bruel

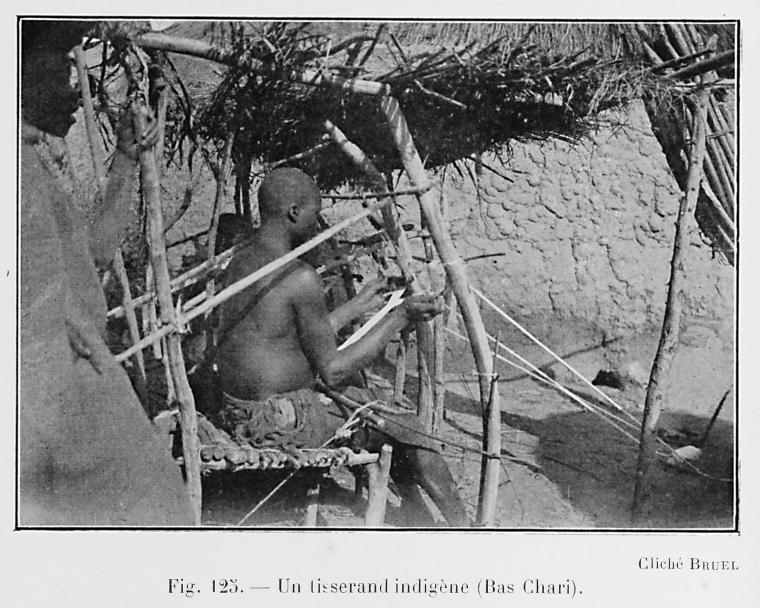
Un tejedor nativo (Bas Chari), fotografía de Georges Bruel

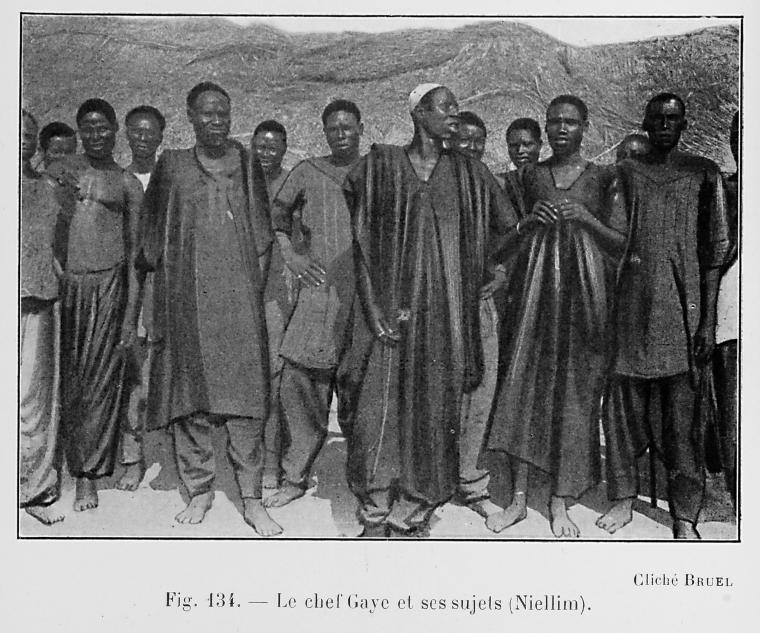
El jefe Gaye y sus súbditos (Niellim), fotografía de Georges Bruel

Gilbert Georges Bruel (Moulins, 23 de mayo de 1871 1871 - Neuilly-le-Réal, 31 de octubre de 1945) fue un geógrafo, administrador colonial, fotógrafo y explorador francés.

## Biografía
En 1895 se diplomó en la École Coloniale y fue enviado al África subsahariana, donde realizó toda su carrera.
En 1897, supervisó el paso de la misión de Éttiene Marchand en el curso alto del río Oubangui. Entre 1899 y 1901, participó en la segunda expedición de Émile Gentil al Chad. En junio de 1899, recibió el mando de la región de Haut-Chari, región creada por Francia en la colonia del Congo francés. Administró la región y la exploró científicamente, elaborando mapas, escribiendo informes y recogiendo gran cantidad de información para orientar la acción colonial del gobierno francés. 
De 1906 a 1908, Bruel participó en la delimitación de las tierras otorgadas a grandes compañías concesionarias en las orillas de los ríos Sangha y Oubangui, así como exploró la cuenca del río Ngounié en Gabón.
En 1909, fue nombrado director del Servicio Geográfico del África Ecuatorial Francesa, cargó que tuvo hasta 1911. 
Regresó a Francia, donde se convirtió en especialista en historia y geografía del África oriental francesa. Además de numerosos trabajos sobre el tema, también elaboró los mapas e informes sobre este territorio en el Atlas des colonies françaises de G. Grandidier.
Fue uno de los fundadores en 1922 de la Academia de Ciencias de Ultramar. Al redactar su testamento, legó todos sus documentos coloniales a esta academia de ciencias coloniales y dejó los recursos necesarios para crear el premio Georges Bruel.  

## Obras
- L'Oubangui, voie de pénétration dans l'Afrique centrale française (1899).
- Bibliographie de l'Afrique équatoriale française (1914).
- L'Afrique équatoriale française (1918, 1930, 1935).
- Les bois coloniaux (1933).

## Control de autoridades
- Datos: Q21666239
- Multimedia: Georges Bruel / Q21666239